# Henri de Pontevès-Gien
Henri Jean Baptiste de Pontevès-Gien, comte de Pontevès-Gien, né le 15 mars 1738 à Aix-en-Provence et mort le 13 juillet 1790 ou le 23 juillet 1790 à bord de l'Illustre au large de Fort-Royal de la Martinique, est un officier de marine et aristocrate français du XVIIIe siècle.

## Biographie

### Origines et famille
Henri de Pontevès est le fils d’Elzéar de Pontevès, marquis de Pontevès-Gien (1689-1755), brigadier des armées navales, et de Claire Baptistine Antoinette de Monyer-Châteaudeuil. Il descend par son père de la famille de Pontevès, dont plusieurs membres se sont illustrés dans la Marine.

### Carrière dans la Marine royale
Il entre de bonne heure dans la marine royale. Il intègre une compagne de gardes de la Marine le 23 mai 1754. Sous-brigadier le 11 février 1756, il est embarqué sur le vaisseau de 60 canons Le Fier et prend part à la bataille de Minorque au début de la guerre de Sept Ans contre l’escadre du vice-amiral Byng (20 mai 1756) puis à la prise du fort Saint-Philippe le 29 juin 1756.
Il connaît une ascension rapide puisqu'il est promu enseigne de vaisseau le 17 avril 1757 et lieutenant d’une compagnie franche le 15 mai 1757. Affecté à l’une des batteries de l’anse de Sablettes, contribue à la défense des frégates la Pléiade, de 32 canons, et l’Oiseau, de 26 canons, contre une division de la flotte de l’amiral anglais Edward Boscawen (6 juin 1759). Il reçoit un brevet de lieutenant de vaisseau le 18 août 1767.
Il reste dans la Marine une fois la paix revenue. Il est nommé capitaine-lieutenant en 1er du second bataillon du régiment du Havre le 1er mai 1772 puis aide-major de la brigade du Havre le 23 mars 1773, aide-major de la Marine à Brest le 1er janvier 1775 et aide-major de l’escadre de Brest de 1775 à 1777.
Il sert en escadres d’évolutions à bord de la frégate de 32 canons l’Oiseau en 1775 et du vaisseau de 74 canons l'Intrépide en 1776.
Commandant la frégate de 32 canons La Résolue dans la division navale du chef d’escadre comte de Vaudreuil, il participe à la prise de Saint-Louis du Sénégal (31 janvier 1779), puis enlève et détruit les établissements anglais de Gambie, de Sierra Leone et de la Côte de l'Or (11 février-24 mai 1779). Après avoir pris le fort James, il pille tous les comptoirs anglais sur les deux rives de la Gambie, s'empare du fort de l'île de Tasso, détruit l'établissement de l'île de Los et de l'île de Bense, le fort d'Apollonie, celui de Succondée, etc. Il prend dans cette campagne 14 bâtiments, 96 pièces de canon et fait de nombreux prisonniers.
Il reçoit une commission de capitaine de vaisseau le 13 mars 1779 et rejoint ensuite le théâtre d’opérations américain au sein de la flotte placée sous les ordres du comte de Guichen. Il prend part aux trois combats de la Dominique (17 avril, 15 et 19 mai 1780), contre la flotte britannique de l'amiral Rodney.
Il participe, sur la Résolue, à la bataille de la Grenade, dans les Petites Antilles, le 6 juillet 1779, bataille entre la flotte britannique de l’amiral Byron et la flotte française du comte d’Estaing. Il est promu major du Corps royal d’infanterie de la Marine le 6 novembre 1780, major de la Marine et des armées navales le 20 août 1784.
Membre fondateur de la Société des Cincinnati de France le 7 janvier 1784, il est nommé membre adjoint de l’Académie de Marine en 1785 et promu Major général de la Marine et des armées navales le 1er mai 1786.
Commandant à partir du 20 septembre 1788 le vaisseau L’Illustre (74) et la station navale des îles du Vent, Pontevès-Gien meurt d'une fièvre épidémique à la Martinique, à bord de son bâtiment, le 23 juillet 1790, en rade de Fort-Royal.

## Mariage et descendance
Il avait épousé Claude-Marie-Thérèse-Perrine Bigot de Morogues, fille de Sébastien-François Bigot de Morogues, lieutenant général des armées navales. Cette dernière était alors veuve de Éléonor Jacques Marie Stanislas de Perier de Salvert, officier de marine décédé à 34 ans au cours de la bataille de Gondelour.